# Jorn Barger
Jorn Barger (Ohio, 1953) foi o editor do blog original e concebeu o termo weblog.